# Дияров, Курман Диярович
Курман Диярович Дияров (10 ноября 1910, с. Енбек, Уральский уезд, Уральская область, Российская империя — 8 июля 1970, Алма-Ата, Казахская ССР, СССР) — советский государственный деятель.

## Биография
Родился 10 ноября 1910 года в селе Енбек Уральского уезда, Уральской области (ныне — Теректинский район Западно-Казахстанской области Казахстана.
После окончания сельскохозяйственного техникума работал зоотехником в Уральске.
В 1938 году — заместитель директора треста совхозов в Западно-Казахстанской области, в 1938 году — заместитель председателя исполнительного комитета Западно-Казахстанской области. В 1942 г. — заместитель народного комиссара сельского хозяйства Казахской ССР, в 1943 г. — председатель Алма-Атинского областного исполнительного комитета, в 1944 г. — заместитель председателя Совета Министров Казахской ССР, в 1946 г. — председатель Павлодарского областного исполнительного комитета.
С 1952 года — заместитель министра сельского хозяйства, в 1960 г. — 1-й заместитель министра колхозов и совхозов Казахской ССР, 1-й заместитель председателя исполкома Целинного края.
С 1965 г. — председатель Государственного комитета планирования Казахской ССР.
Автор многих научных статей, монографических публикаций.
Скончался 8 июля 1970 года, похоронен на Центральном кладбище Алматы.

## Награды
- орден Трудового Красного Знамени
- орден Трудового Красного Знамени
- орден Трудового Красного Знамени
- орден Трудового Красного Знамени
- орден «Знак Почёта»[2]